# سيرجيو دي لا توري
سيرجيو دي لا توري (بالإنجليزية: Sergio De La Torre)‏ هو مصور أمريكي، ولد في 1972 في تيخوانا في المكسيك.